# Juan Manuel Bordaberry
Juan Manuel Bordaberry (Laprida, Buenos Aires, 18 de febrero de 1985) es un futbolista argentino. Juega de mediocampista en el JJ Moreno del Torneo Federal B.

## Clubes
| Club                        | País      | Año           |
| --------------------------- | --------- | ------------- |
| Racing Club                 | Argentina | 2003-2004     |
| Ciclón                      | Bolivia   | 2005          |
| Sportivo Italiano           | Argentina | 2006-2007     |
| Defensores de Belgrano      | Argentina | 2007          |
| Estudiantes de Buenos Aires | Argentina | 2008          |
| Racing de Olavarría         | Argentina | 2008-2009     |
| Ferrocarril Sud             | Argentina | 2010-2011     |
| Deportivo Madryn            | Argentina | 2011-2013     |
| Deportes Concepción         | Chile     | 2013-presente |
| Deportivo Madryn            | Argentina | 2015          |
| Deportivo Roca              | Argentina | 2015-presente |

## Palmarés
| Título                                   | Club                | País      | Año     |
| ---------------------------------------- | ------------------- | --------- | ------- |
| Liga de Olavarria Apertura               | Racing de Olavarría | Argentina | 2009    |
| Liga de Olavarria Clausura               | Ferrocarril Sud     | Argentina | 2010    |
| Liga de Fútbol Valle del Chubut Clausura | Deportivo Madryn    | Argentina | 2013    |
| Torneo Argentino B                       | Deportivo Madryn    | Argentina | 2013-14 |
| Liga Deportiva Confluencia Apertura      | Deportivo Roca      | Argentina | 2021    |
| Liga Deportiva Confluencia Apertura      | Deportivo Roca      | Argentina | 2023    |